# Pidzamociok, Buceaci
Pidzamociok (în ucraineană Підзамочок) este localitatea de reședință a comunei Pidzamociok din raionul Buceaci, regiunea Ternopil, Ucraina.

## Demografie
Componența lingvistică a localității Pidzamociok
     Ucraineană (99,48%)
     Alte limbi (0,52%)
Conform recensământului din 2001, majoritatea populației localității Pidzamociok era vorbitoare de ucraineană (99,48%), existând în minoritate și vorbitori de alte limbi.